# Villa San Girolamo
La Villa San Girolamo, parfois connue sous le nom d'église de San Girolamo (en italien : Chiesa di San Girolamo), est un ensemble de bâtiments qui comprend une villa, une oliveraie, un ancien monastère catholique et une église située sur la Via Vecchia Fiesolana à Fiesole, en Toscane.

## Histoire

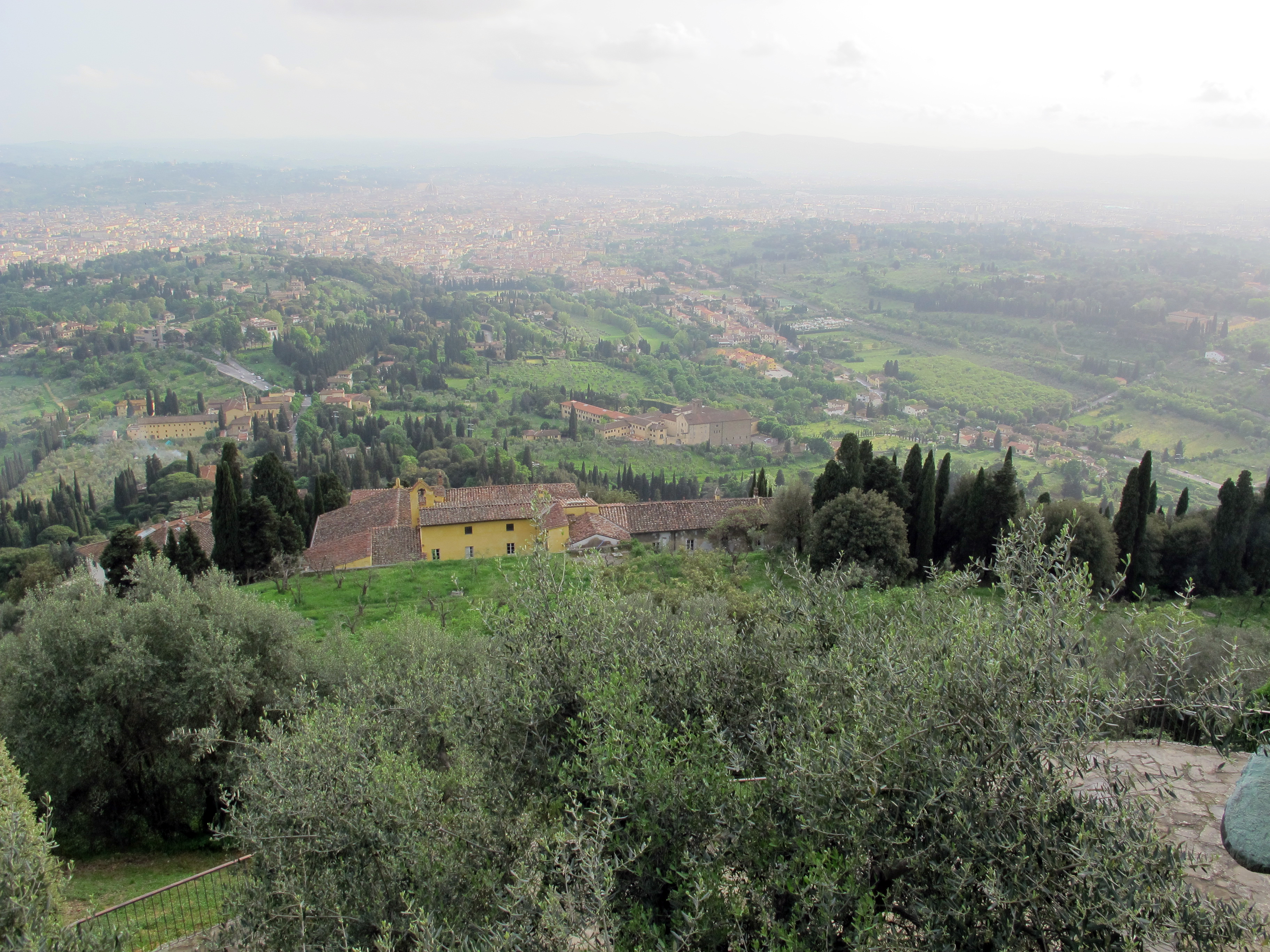
Vu sur Florence depuis une zone proche de la villa.

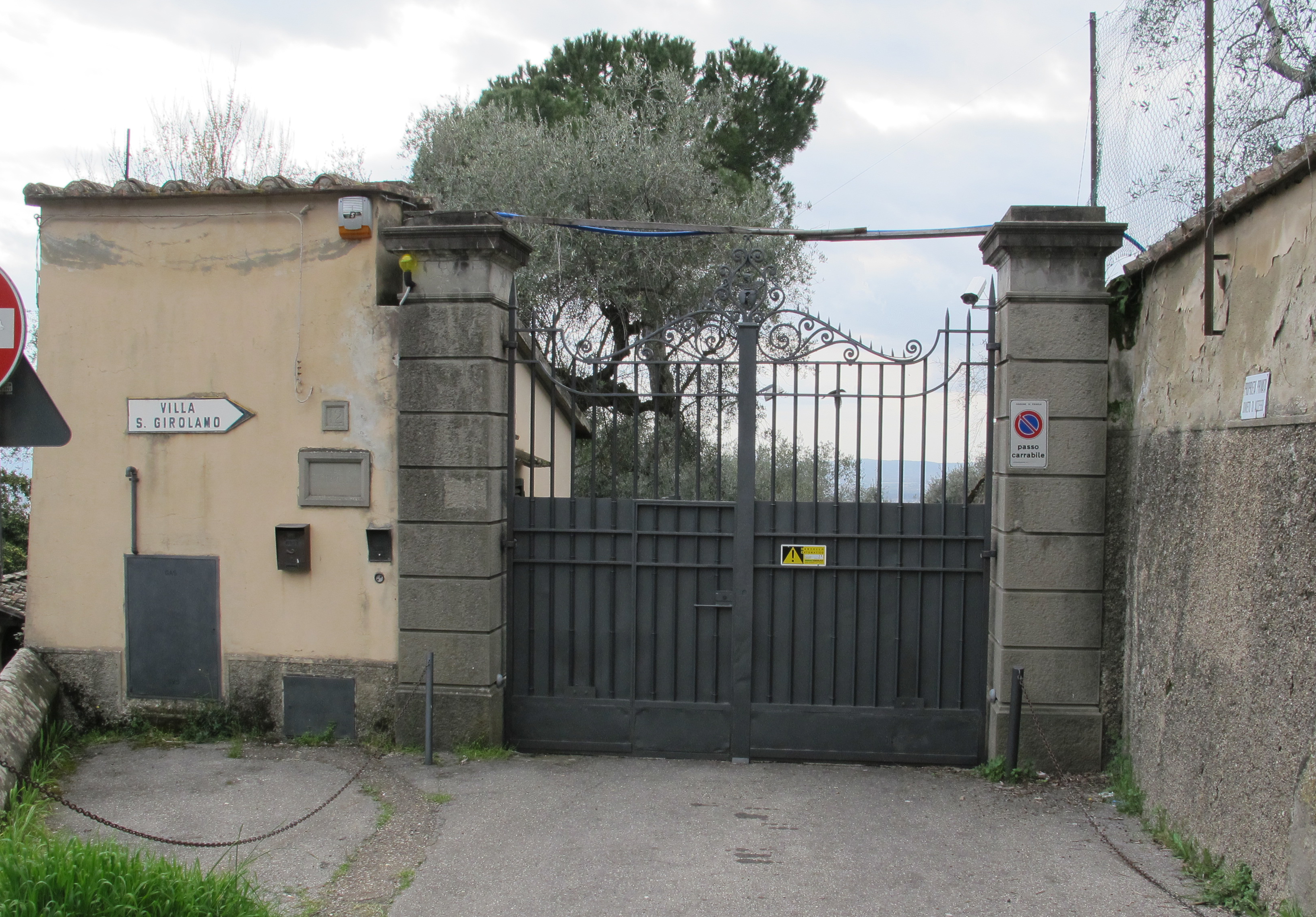
Le portail d'entrée de la Villa San Girolamo en 2013.

Construite au XIVe siècle comme ermitage et siège de la congrégation augustinienne des ermites de San Girolamo, l'église de San Girolamo est passée sous la propriété de l'Ordre de Saint Augustin au XVe siècle. Elle a été agrandie entre 1445 et 1451 par Michelozzo à la demande de Cosme de Médicis avec la Villa Médicis voisine.
L'ensemble a ensuite été remanié au XVIIe siècle, mais le cloître est resté inchangé. Au XVIIe siècle, le monastère est tombé en désuétude et la propriété a été transférée hors de l'Église à des propriétaires privés. Il a ensuite été annexé par la Villa dei Ricasoli proche.
À l'entrée de l'église se trouve un portique à trois arcs soutenus par des colonnes construit par Matteo Nigetti en 1633. À l'intérieur se trouve une grande fresque de Luigi Sabatelli représentant Saint Jérôme (San Girolamo) qui donne son nom à l'ensemble. L'autel principal a également été conçu par Nigetti en 1661, où se trouve une toile de Giovanni Domenico Cerrini représentant l'Assomption de la Vierge Marie. Au sol se trouvent deux pierres tombales, l'une un médaillon de porphyre de Francesco del Tadda, et l'autre de la famille Rucellai, datant de 1478.
San Girolamo est devenu le siège du Supérieur général de la Compagnie de Jésus et de la curie jésuite en juillet 1865.
En 1911, Charles Augustus Strong visite la Villa San Girolamo et y séjourne brièvement. Il a été tellement impressionné par ses vues sur Florence qu'il a décidé de construire la Villa Le Balze (en) directement en dessous.
De 1889 jusqu'en 2005 environ, la villa était dirigée par des religieuses des Sœurs de la Petite Compagnie de Marie qui utilisaient à l'origine la villa comme maison de retraite et plus tard pour fournir le gîte et le couvert aux pèlerins, aux visiteurs et aux étudiants pour une somme modique. L'utilisation de la villa comme auberge par les religieuses a été fermée par le maire de Fiesole en 1998 car l'utilisation du lieu comme hôtel n'était pas autorisé.
Le roman de Michael Ondaatje, L'Homme flambé (1992) — mieux connu par son adaptation cinématographique Le Patient anglais (1996) —, se déroule à Villa San Girolamo.
Pendant un certain temps, la villa a été utilisée comme maison de vacances au printemps par l'historien John Lorne Campbell (en) et sa femme Margaret Fay Shaw, et c'est là que Campbell est mort.